# روجر دالتري
روجر هاري دالتري (بالإنجليزية: Roger Daltrey) (من مواليد 1 مارس 1944) هو مغن مؤلف، وموسيقي، وممثل إنجليزي وأحد مؤسسي فرقة الروك الإنجليزية ذا هو.

## وصلات خارجية
- الموقع الرسمي
- روجر دالتري على موقع IMDb (الإنجليزية)
- روجر دالتري على موقع الموسوعة البريطانية (الإنجليزية)
- روجر دالتري على موقع ألو سيني (الفرنسية)
- روجر دالتري على موقع ميوزك برينز (الإنجليزية)
- روجر دالتري على موقع رولينغ ستون (الإنجليزية)
- روجر دالتري على موقع أول موفي (الإنجليزية)
- روجر دالتري على موقع قاعدة بيانات الأفلام السويدية (السويدية)
- روجر دالتري على موقع إن إن دي بي (الإنجليزية)
- روجر دالتري على موقع أول ميوزيك (الإنجليزية)
- روجر دالتري على موقع ديسكوغز (الإنجليزية)